# Esbach (Dinkelsbühl)
Esbach ist ein Gemeindeteil der Großen Kreisstadt Dinkelsbühl im Landkreis Ansbach (Mittelfranken, Bayern). Die Gemarkung Esbach hat eine Fläche von 2,608 km².  Sie ist in 284 Flurstücke aufgeteilt, die eine durchschnittliche Fläche von 9182,07 m² haben. In ihr liegen neben dem namensgebenden Ort die Gemeindeteile Ketschenweiler und Rauenstadt.

## Geographie
Der Weiler liegt am Krebsgraben, der mit weiteren Bächen einen rechten Zufluss der Wörnitz bildet. Im Süden liegt das Flurgebiet Stocklach, im Osten das Flurgebiet Kessel. 0,5 km südlich liegt das Bannholz, 0,5 km nördlich das Winterholz, 0,75 km nordöstlich das Schusterholz. Eine Gemeindeverbindungsstraße führt nach Obermeißling (0,7 km südöstlich) bzw. nach Ketschenweiler (0,6 km nordwestlich).

## Geschichte
Die Fraisch über Esbach war strittig zwischen dem ansbachischen Oberamt Crailsheim, dem oettingen-spielbergischen Oberamt Mönchsroth und der Reichsstadt Dinkelsbühl. Die Dorf- und Gemeindeherrschaft sowie die Grundherrschaft über alle Anwesen hatte das Rittergut Bernhardsweiler. Gegen Ende des 18. Jahrhunderts bestand der Ort aus 7 Gütlein.
Von 1797 bis 1808 unterstand der Ort dem Justiz- und Kammeramt Crailsheim.
1806 kam Esbach an das Königreich Bayern. Mit dem Gemeindeedikt wurde Esbach 1809 dem Steuerdistrikt und der Ruralgemeinde Weidelbach zugeordnet. Mit dem Zweiten Gemeindeedikt (1818) entstand die Ruralgemeinde Esbach, zu der Ketschenweiler und Rauenstadt gehörten. Sie war in Verwaltung und Gerichtsbarkeit dem Landgericht Dinkelsbühl zugeordnet und in der Finanzverwaltung dem Rentamt Dinkelsbühl (1919 in Finanzamt Dinkelsbühl umbenannt, seit 1973 Finanzamt Ansbach). Die Verwaltung übernahm 1862 das neu geschaffene Bezirksamt Dinkelsbühl (1939 in Landkreis Dinkelsbühl umbenannt). Die Gerichtsbarkeit lag beim im gleichen Jahr gebildeten Stadt- und Landgericht Dinkelsbühl (1879 in das Amtsgericht Dinkelsbühl umgewandelt, seit 1973 eine Zweigstelle des Amtsgerichtes Ansbach). Mit der Auflösung des Landkreises Dinkelsbühl im Jahr 1972 kam Esbach an den Landkreis Ansbach. Die Gemeinde hatte 1964 eine Gebietsfläche von 2,627 km². Im Zuge der Gebietsreform in Bayern wurde diese am 1. April 1971 nach Dinkelsbühl eingemeindet.

## Einwohnerentwicklung
Gemeinde Esbach
| Jahr      | 1818   | 1840   | 1852   | 1855   | 1861   | 1867   | 1871   | 1875   | 1880   | 1885   | 1890   | 1895   | 1900   | 1905   | 1910   | 1919   | 1925   | 1933   | 1939   | 1946   | 1950   | 1952   | 1961   | 1970   |
| Einwohner | 109    | 104    | 120    | 123    | 123    | 116    | 111    | 123    | 103    | 101    | 100    | 103    | 103    | 95     | 102    | 114    | 106    | 106    | 101    | 153    | 151    | 107    | 97     | 96     |
| Häuser    | 21     | 21     |        |        |        |        | 20     |        |        | 21     | 19     |        | 19     |        |        |        | 19     |        |        |        | 20     |        | 18     |        |
| Quelle    | [ 16 ] | [ 17 ] | [ 18 ] | [ 18 ] | [ 19 ] | [ 20 ] | [ 21 ] | [ 22 ] | [ 23 ] | [ 24 ] | [ 25 ] | [ 18 ] | [ 26 ] | [ 18 ] | [ 27 ] | [ 18 ] | [ 28 ] | [ 18 ] | [ 18 ] | [ 18 ] | [ 29 ] | [ 18 ] | [ 12 ] | [ 30 ] |

Ort Esbach
| Jahr      | 001818 | 001840 | 001861 | 001871 | 001885 | 001900 | 001925 | 001950 | 001961 | 001970 | 001987 | 002015 |
| Einwohner | 39     | 40     | 43     | 39     | 32     | 36     | 37     | 61     | 37     | 31     | 38     | 32     |
| Häuser    | 9      | 7      |        |        | 7      | 7      | 7      | 7      | 6      |        | 9      |        |
| Quelle    | [ 16 ] | [ 17 ] | [ 19 ] | [ 21 ] | [ 24 ] | [ 26 ] | [ 28 ] | [ 29 ] | [ 12 ] | [ 30 ] | [ 31 ] | [ 1 ]  |

## Religion
Der Ort ist seit der Reformation evangelisch-lutherisch geprägt und bis heute nach St. Ulrich (Weidelbach) gepfarrt. Die Katholiken sind nach St. Georg (Dinkelsbühl) gepfarrt.